# Завада (Староґардський повіт)
Завада (пол. Zawada, нім. Sawadda, 1942-45: Streudorf) — село в Польщі, у гміні Зблево Староґардського повіту Поморського воєводства.
Населення — 23 особи (2011).
У 1975-1998 роках село належало до Гданського воєводства.

## Демографія
Демографічна структура станом на 31 березня 2011 року:
|          | Загалом | Допрацездатний вік | Працездатний вік | Постпрацездатний вік |
| -------- | ------- | ------------------ | ---------------- | -------------------- |
| Чоловіки | 12      | 3                  | 8                | 1                    |
| Жінки    | 11      | 3                  | 8                | 0                    |
| Разом    | 23      | 6                  | 16               | 1                    |